# دير الصرح (عبس)

تعديل مصدري - تعديل

دير الصرح هي إحدى قرى عزلة البتارية بمديرية عبس التابعة لمحافظة حجة، بلغ تعداد سكانها 431 نسمة حسب تعداد اليمن لعام 2004.